# Slide Hampton
Locksley Wellington "Slide" Hampton ( født 21. april 1932 i Pennsylvania , død 20. november 2021) var en amerikansk basunist , komponist og arrangør. 
Hampton er nok bedst kendt for sit virke med , trompetisterne Maynard Ferguson og Dizzy Gillespies big bands. har også spillet i Trommeslageren Art Blakeys Jazz Messengers.
Han har spillet desuden spillet med musikere såsom Freddie Hubbard, Booker Little, Lionel Hampton , Thad Jones , Mel Lewis , Tadd Dameron og Max Roach. 
Hampton har også lavet plader i eget navn. Især hans oktet plader er bemærkelsesværdige og hører til hans bedste indspilninger i eget navn.

## Udvalgt Diskografi
- Spirit of the Horn
- Two Sides Of Slide Hampton
- World of Trombones
- Explosion! The Sound Of Slide Hampton
- Jazzmartine
- Sister Salvation
- Roots
- Inclusion
- Slide and His Horn Of Plenty